# Adam Nyfjäll
Adam Nyfjäll (* 29. Juli 1992 in Lysekil) ist ein schwedischer Handballspieler. Der 1,96 m große Kreisläufer spielt seit 2025 für den deutschen Bundesligisten TBV Lemgo Lippe.

## Karriere
Adam Nyfjäll begann als Kind mit dem Handballsport. Mit 16 Jahren zog er nach Göteborg, besuchte dort die Oberstufe und spielte in der Jugend von Redbergslids IK. In dieser Zeit wurde er vom Rückraumspieler zum Kreisläufer umgeschult.
Nach zwei Jahren bei Redbergslids IK ging der sechsmalige schwedische Juniorennationalspieler zu Kärra HF, wo er ebenfalls zwei Jahre blieb. Nach einer Spielzeit für GK Kroppskultur wechselte er zum norwegischen Zweitligisten Viking HK Stavanger. Als Viking in finanzielle Schwierigkeiten geraten war, verließ er den Verein vorzeitig und schloss sich dem Ligakonkurrenten SK Falk Horten an. Mit guten Leistungen weckte er das Interesse des norwegischen Erstligisten Haslum HK, mit dem er erst in den Endspielen um die Meisterschaft Elverum Håndball unterlag. Zudem gab er bei Haslum HK sein Europapokaldebüt im EHF-Pokal der Spielzeit 2015/16. Anschließend wechselte Nyfjäll zum dänischen Erstligisten SønderjyskE Håndbold. Nach zwei Jahren kehrte Nyfjäll nach Schweden zurück und spielte beim Meister IFK Kristianstad. Mit IFK gewann der Kreisläufer 2019 die Hauptrunde der Handbollsligan. In der Saison 2018/19 nahm er erstmals an der EHF Champions League teil, 2019/20 erneut. 2020/21 nahm er mit IFK an der EHF European League teil. Nach der Saison 2019/20 und 2020/21 wurde er als bester Kreisläufer in das All-Star-Team der Handbollsligan gewählt.
Ab 2021 spielte Nyfjäll für den deutschen Bundesligisten HSG Wetzlar. Im Sommer 2023 wechselte er zum Ligakonkurrenten TSV Hannover-Burgdorf. Um mehr Spielzeit zu erhalten, schloss er sich im November 2024 dem Zweitligisten GWD Minden an, mit dem er am Ende der Saison 2024/25 in die 1. Bundesliga aufstieg. Seit der Saison 2025/26 steht er beim TBV Lemgo unter Vertrag.